# Janusz Nowicki (agronom)
Janusz Nowicki (ur. 3 lutego 1937 w Zasulu, powiat Stołpce, obecnie Białoruś, zm. 27 września 2013 w Bydgoszczy), polski specjalista nauk rolniczych, agronom, profesor Uniwersytetu Warmińsko-Mazurskiego w Olsztynie, prorektor Akademii Rolniczo-Technicznej w Olsztynie, od 2002 członek korespondent Polskiej Akademii Nauk.
Urodził się w rodzinie nauczycielskiej jako syn Kazimierza (1903-1973) i Wandy z Fiedziuszków (1911-1994). W 1945 w ramach repatriacji znalazł się z rodziną w Lesznie (województwo łódzkie), następnie w Grabowie koło Łęczycy, gdzie ukończył szkołę podstawową. W 1954 uzyskał maturę w Liceum Ogólnokształcącym w Łęczycy i podjął studia na Wydziale Rolnym Wyższej Szkoły Rolniczej w Olsztynie, gdzie otrzymał dyplomy inżyniera rolnika (1958) i magistra (1960). Z macierzystą uczelnią, późniejszą Akademią Rolniczo-Techniczną i wreszcie Uniwersytetem Warmińsko-Mazurskim, pozostał związany przez całą karierę zawodową; pracę podjął 1 kwietnia 1960 w Katedrze Ogólnej Uprawy Roli i Roślin.
Na uczelni olsztyńskiej uzyskiwał kolejne awanse zawodowe i naukowe. Pracował kolejno jako asystent (1960–1962), starszy asystent (1962–1969), adiunkt (1969–1982), docent (1982–1991), profesor nadzwyczajny (1991–1997), profesor zwyczajny (1997–2007). W 1969 uzyskał stopień doktora nauk rolniczych (rozprawa Porównanie efektywności uprawy tarasowej, beztarasowej i trwałego zadarnienia stoku), w 1982 habilitował się. 20 stycznia 1992 prezydent Lech Wałęsa nadał mu tytuł naukowy profesora nauk rolniczych. 23 maja 2002 Nowicki powołany został na członka korespondenta Polskiej Akademii Nauk. Staże naukowe odbywał w Moskwie (Uniwersytet Łomonosowa), Brnie (Uniwersytet Rolniczo-Leśny im. Mendla), Gödöllő (Uniwersytet Rolniczy). Pełnił też szereg uczelnianych funkcji organizacyjnych: od 1988 (aż do przejścia na emeryturę) kierownika Katedry Uprawy Roli i Użytków Zielonych na Wydziale Rolniczym (przekształconej następnie kolejno w Katedrę Uprawy Roli i Roślin oraz Katedrę Systemów Rolniczych), prodziekana ds. studiów i studentów Wydziału Rolniczego (1985–1987), prorektora Akademii Rolniczo-Technicznej ds. studiów i studentów (1987–1990). Przez dwie kadencje zasiadał w senacie uczelni, kierował senackimi komisjami ds. dydaktycznych oraz ds. rozwoju i finansów uczelni, był pełnomocnikiem rektora ds. współpracy z byłym województwem elbląskim. W 2007 przeszedł na emeryturę.
Był uczniem, współpracownikiem i kontynuatorem badań prof. Witolda Niewiadomskiego, pod kierunkiem którego obronił rozprawę doktorską i którego zastąpił na czele Katedry Uprawy Roli. Zajmował się teorią i techniką uprawy roli w różnych warunkach siedliskowych, płodozmianów i zmianowań (szczególnie paszowych), racjonalizacji wykorzystania przestrzeni rolniczej. Rezultatem jego badań, eksperymentów i doświadczeń w zakresie tematyki płodozmianowej było m.in. odejście od stosowanej wcześniej zachowawczej konstrukcji zmianowań na rzecz łączenia – w prawie każdych warunkach przyrodniczych – różnych, niekiedy sprzecznych celów, np. zapewnienie równowagi w środowisku przy wysokiej, korzystnej ekonomicznie produkcji ziemiopłodów. Przyczynił się m.in. do racjonalizacji wytwórczości rolniczej na Żuławach, za co otrzymał kilka resortowych nagród zespołowych (w 1986 ministra budownictwa, gospodarki przestrzennej i komunalnej za przygotowanie planu regionalnego rozwoju i modernizacji Żuław, a w 1992 ministra edukacji narodowej za cykl publikacji podsumowujących program badawczy "Doskonalenie technologii i organizacji produkcji na Żuławach").   
Ogłosił jako autor, współautor lub redaktor przeszło 220 prac naukowych: rozpraw, monografii, artykułów, skryptów, referatów, rozdziałów, doniesień i komunikatów, m.in. Uprawa roli (w: Węzłowe zagadnienia rolnictwa północno-wschodniej Polski, Warszawa 1980), Odłogi i ugory w Polsce („Fragmenta Agronomica”, 2000, nr 1). Kierował kilkunastoma programami i projektami badawczymi (grantami Komitetu Badań Naukowych). Pod jego kierunkiem sześciu naukowców przeprowadziło przewody doktorskie, opiekował się dziesięcioma habilitacjami, doczekał się uzyskania przez siedmiu dawnych uczniów tytułu profesorskiego; wypromował też ponad stu magistrów i inżynierów. Był recenzentem licznych prac doktorskich i habilitacyjnych, autorem opinii w sprawie awansów profesorskich i opinii w sprawie nadania doktoratu honoris causa. Przewodniczył siedmiu komitetom organizacyjnym krajowych i międzynarodowych konferencji naukowych. Był członkiem Komitetu Uprawy Roślin Polskiej Akademii Nauk (w tym przewodniczącym Komitetu w kadencji 1999–2002), wieloletnim członkiem Polskiego Towarzystwa Nauk Agrotechnicznych (następnie Polskiego Towarzystwa Agronomicznego; wiceprzewodniczący Zarządu Krajowego, w latach 1994–1998 przewodniczący Oddziału Olsztyńskiego), członkiem International Soil Tillage Research Organization. Brał udział w pracach Państwowej Komisji Akredytacyjnej jako ekspert Ministerstwa Edukacji Narodowej i Sportu oraz Zespołu Doradców Prezydenta RP ds. Rolnictwa i Obszarów Wiejskich (1998–2005). Był także członkiem rad naukowych szeregu instytucji, m.in. Instytutu Melioracji i Użytków Zielonych w Falentach (1988–1991), Międzyuczelnianego Ośrodka Metodycznego Akademii Rolniczych (1986–1990), Instytutu Uprawy, Nawożenia i Gleboznawstwa w Puławach (1999–2002), Instytutu Agrofizyki im. Bohdana Dobrzańskiego PAN, Zakładu Badań Środowiska Rolniczego i Leśnego PAN w Poznaniu, Instytutu Genetyki Roślin PAN w Poznaniu.     
Poza wspomnianymi nagrodami resortowymi otrzymał szereg nagród rektorskich oraz Złoty Laur Uniwersytetu Warmińsko-Mazurskiego, a także był odznaczony m.in. Srebrnym i Złotym Krzyżem Zasługi, Krzyżem Kawalerskim Orderu Odrodzenia Polski, Medalem Komisji Edukacji Narodowej.   
Był zaangażowanym animatorem kultury studenckiej, co znalazło swój wyraz w wyborze na prorektora Akademii Rolniczo-Technicznej ds. studenckich – wybór na to stanowisko tradycyjnie konsultowany jest ze środowiskiem studenckim. Zapalony myśliwy, przez wiele lat – do końca życia – należał do Akademickiego Koła Łowieckiego „Darz Bór” w Olsztynie, obok m.in. profesorów Witolda Niewiadomskiego, Wiesława Krautforsta, Józefa Budsławskiego.  
Żonaty z Anną z Ropelskich (adiunkt na Wydziale Rolniczym ART), miał syna Piotra, lekarza. Zmarł po długiej i ciężkiej chorobie 27 września 2013 w Bydgoszczy, został pochowany na cmentarzu komunalnym w Olsztynie (ul. Poprzeczna) w grobie rodzinnym.   